# ماثيو كاربيري
ماثيو كاربيري هو سياسي أمريكي، ولد في 1911، وتوفي في 1986.